# 유청 (정치인)
류청(柳靑, 1919년 3월 13일~2002년 7월 1일)은 대한민국의 교육인이며, 제4·5·6·8대 국회의원을 역임한 정치인이다.
본관은 전주이고, 일제강점기 전라북도 전주 출생이며 호(號)는 은석(隱石)이다.

## 학력
- 경성고등상업학교

## 경력
- 전주공립고등학교 교장
- 전주북중학교 교장
- 제4대 국회의원(전주시 갑) 민주당
- 제5대 국회의원(전주시 갑) 민주당
- 제6대 국회의원(전주) 민정당
- 제8대 국회의원(전국) 신민당
- 민주당 전북도당부위원장
- 민주당 전주시갑구당위원장
- 민중당 전북제1지구당위원장
- 대한체육회 이사
- 민중당 전북도지부위원장
- 민중당 문공위원장
- 대한금융조합이사
- 전주고등학교 교장
- 전주상업고등학교 교장
- 전북대학교 강사
- 신민당 정무위원ㆍ전북지부위원장
- 신민당 전당대회의장

## 가족 관계
그의 장남(첫째아들)은 유훈근 前 동해펄프 사장이며 5남(막내아들)은 유민근 前 한일건설 사장이다.

## 역대 선거 결과
|  | 51.07% |

|  | 58.63% |

|  | 37.67% |

|  | 33.86% |

|  | 44.4% |

|  | 10.91% |